# Paul Frank
(Leslie Earnest in un suo articolo parla di Paul Frank.)
Paul Frank Sunich (Huntington Beach, 29 agosto 1967) è un artista, designer e stilista statunitense.

## Biografia
Statunitense, anche se molti pensano che provenga dall'Inghilterra dopo aver frequentato l'Orange Coast Community College Fu fondatore negli anni '90 della ditta di accessori di abbigliamento Paul Frank Industries (Julius and friends) a Costa Mesa (California). 
Nell'agosto del 2001 ha collaborato con la Sanrio, ed è stato uno dei primi tentativi di collaborazione del colosso giapponese. Dal 1995 al 2005 sono stati stimati per le sue creazioni introiti di oltre 100 milioni di dollari. Per la costruzione di un suo punto vendita di California si è avvalso dell'aiuto del pluripremiato architetto italiano Giorgio Borruso.
La notorietà dello stilista ha convinto Google a cambiare il tema della pagina principale in suo onore per un breve periodo.

### Julius la scimmia
La ditta ha come mascotte una scimmia di nome Julius, nata da un'idea di Paul Frank la cui diffusione è stata paragonata a quella della Marilyn Monroe di Andy Warhol diventato un'icona citata in molti libri che narrano di bambini e del loro linguaggio moderno. In principio l'idea era quella di realizzare una serie di cartoni animati dai quali è stata creata una marca d'abbigliamento amata fra i giovanissimi.

## Opere
La sua creatura, Julius, è stata oggetto anche di diversi libri illustrati per bambini, illustrati e scritti dallo stesso Paul Frank fra cui:
- Paul Frank, Wild West Bananza: A Western Adventure, Chronicle Books, 2008, ISBN 978-0-8118-6026-0.
- Paul Frank, Only in Dreams: A Bedtime Story, Chronicle Books, 2008, ISBN 978-0-8118-6024-6.